# Zacapa (departement)
Departamento de Zacapa är ett departement i Guatemala. Det ligger i den centrala delen av landet, 120 km öster om huvudstaden Guatemala City. Antalet invånare är 207 814. Arean är 2 690 kvadratkilometer.
Terrängen i Departamento de Zacapa är huvudsakligen bergig, men österut är den kuperad.
Departamento de Zacapa delas in i:

1. Municipio de Zacapa
2. Municipio de Usumatlán
3. Municipio de Teculután
4. Municipio de San Diego
5. Municipio de Río Hondo
6. Municipio de La Unión
7. Municipio de Huité
8. Municipio de Gualán
9. Municipio de Estanzuela
10. Municipio de Cabañas
11. Municipio de San Jorge

Följande samhällen finns i Departamento de Zacapa:

- Zacapa
- Estanzuela
- Teculután
- Río Hondo
- Usumatlán
- Cabañas
- La Unión
- Huité
- San Diego